# Wolfmannshausen
Wolfmannshausen a fost o localitate din landul Turingia, Germania. Din 1 decembrie 2007 face parte din Grabfeld.